# Лісові масиви сосни з дубом
Лісові масиви сосни з дубом — ботанічна пам'ятка природи місцевого значення. Об'єкт розташований на території Черкаського району Черкаської області, квартал 214 виділ 21 Білозірського лісництва, поблизу адміністрації лісництва.
Площа — 3,5 га, статус отриманий у 1972 році.

## Галерея

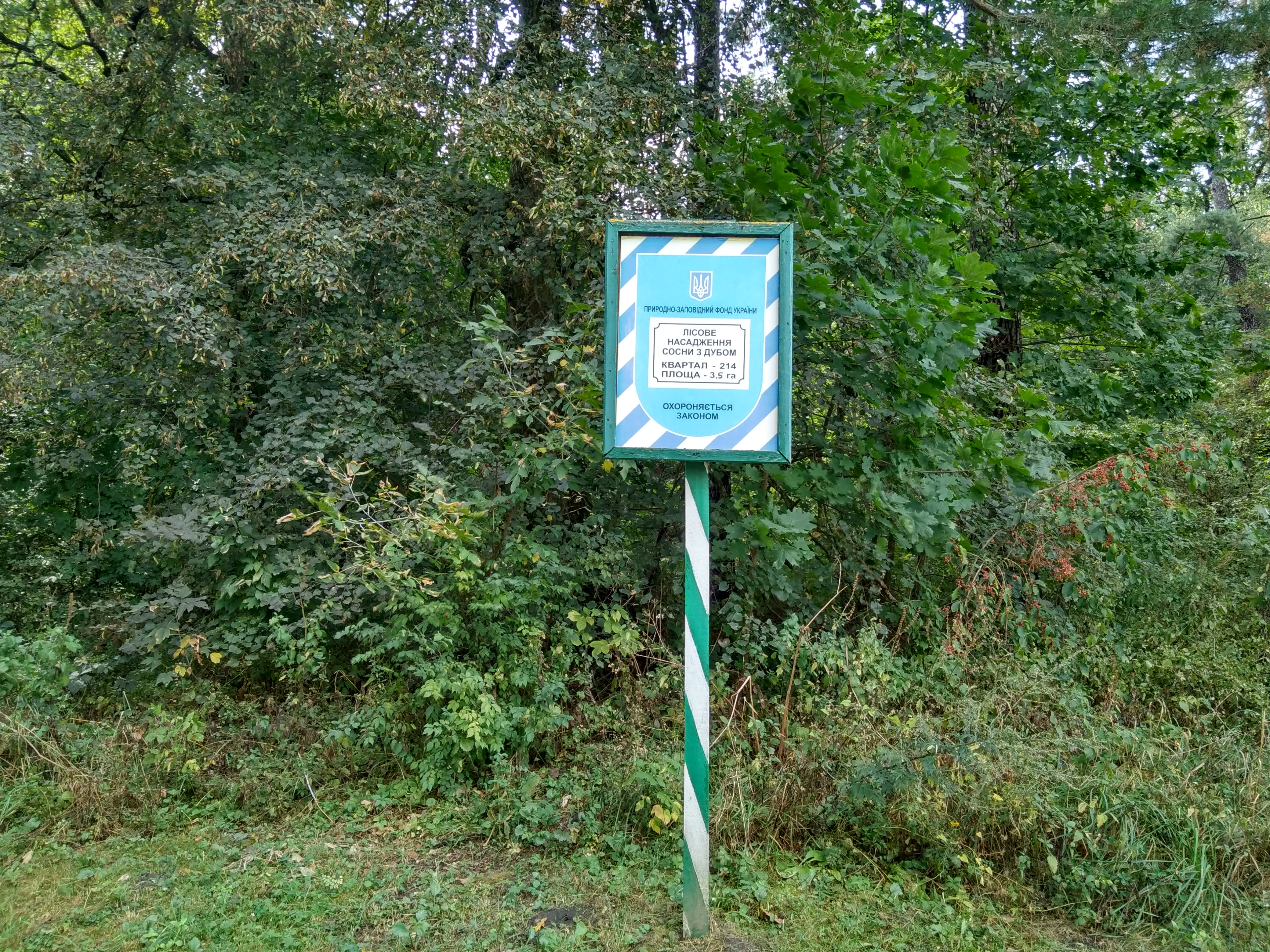
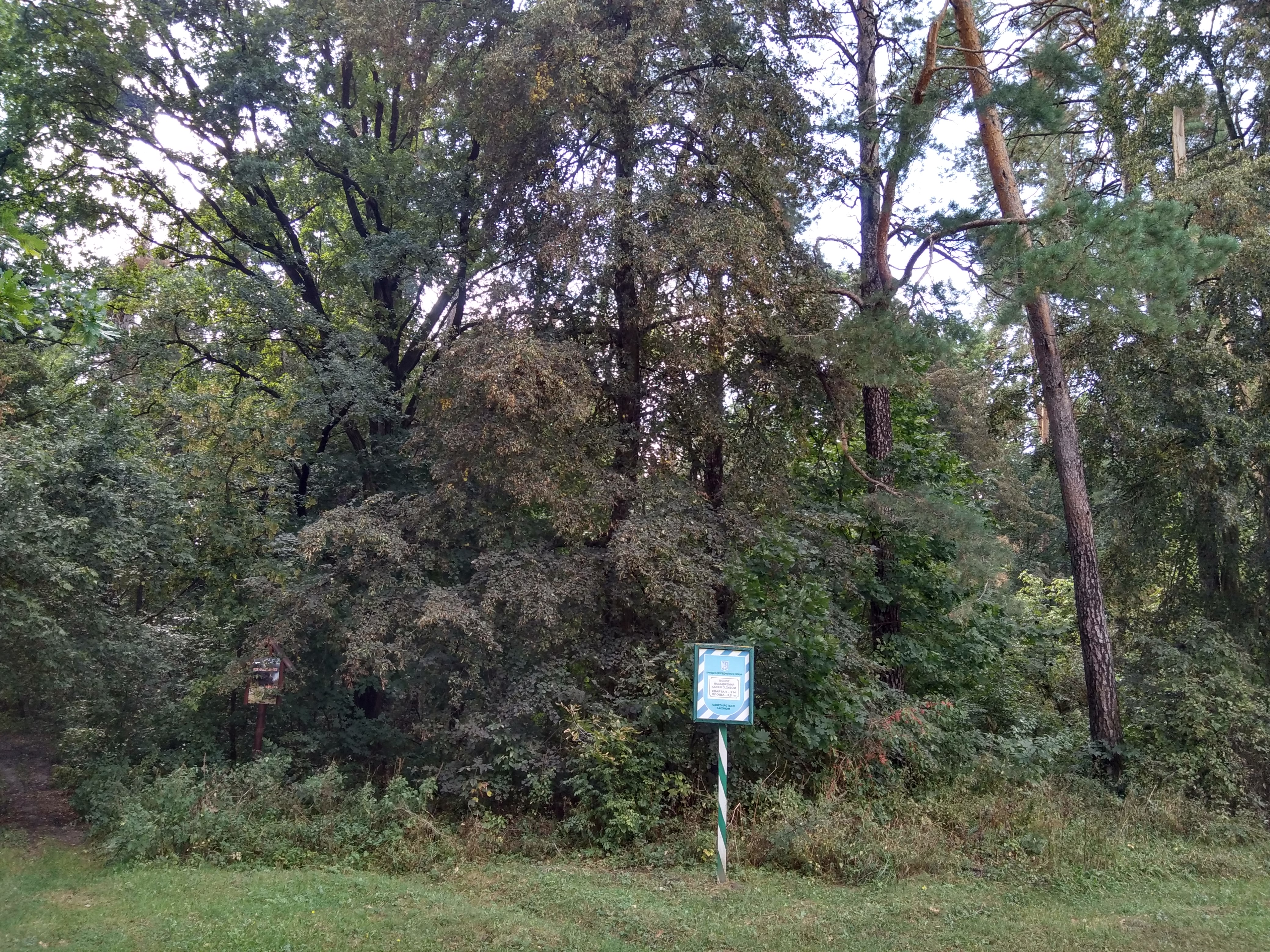
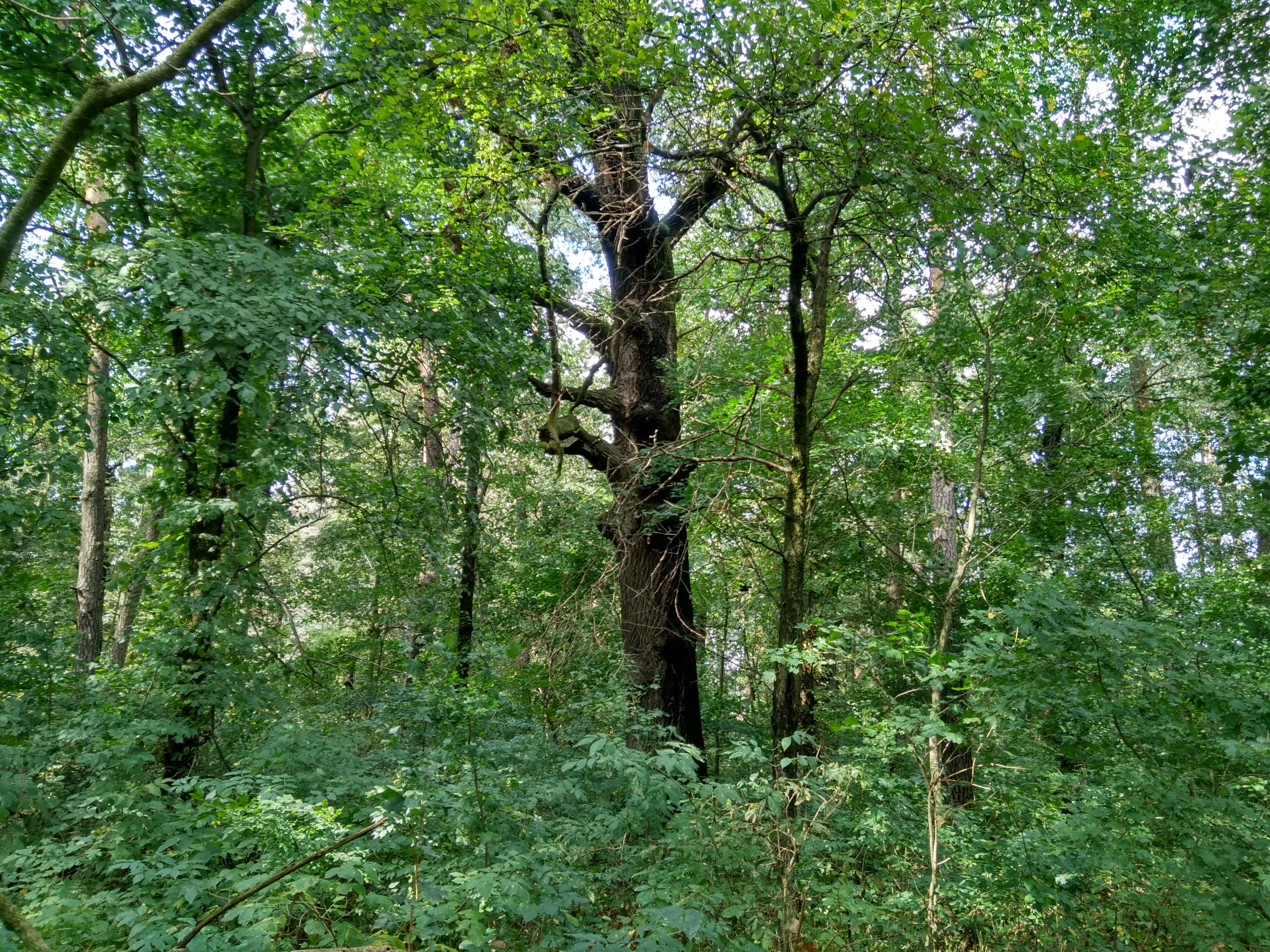
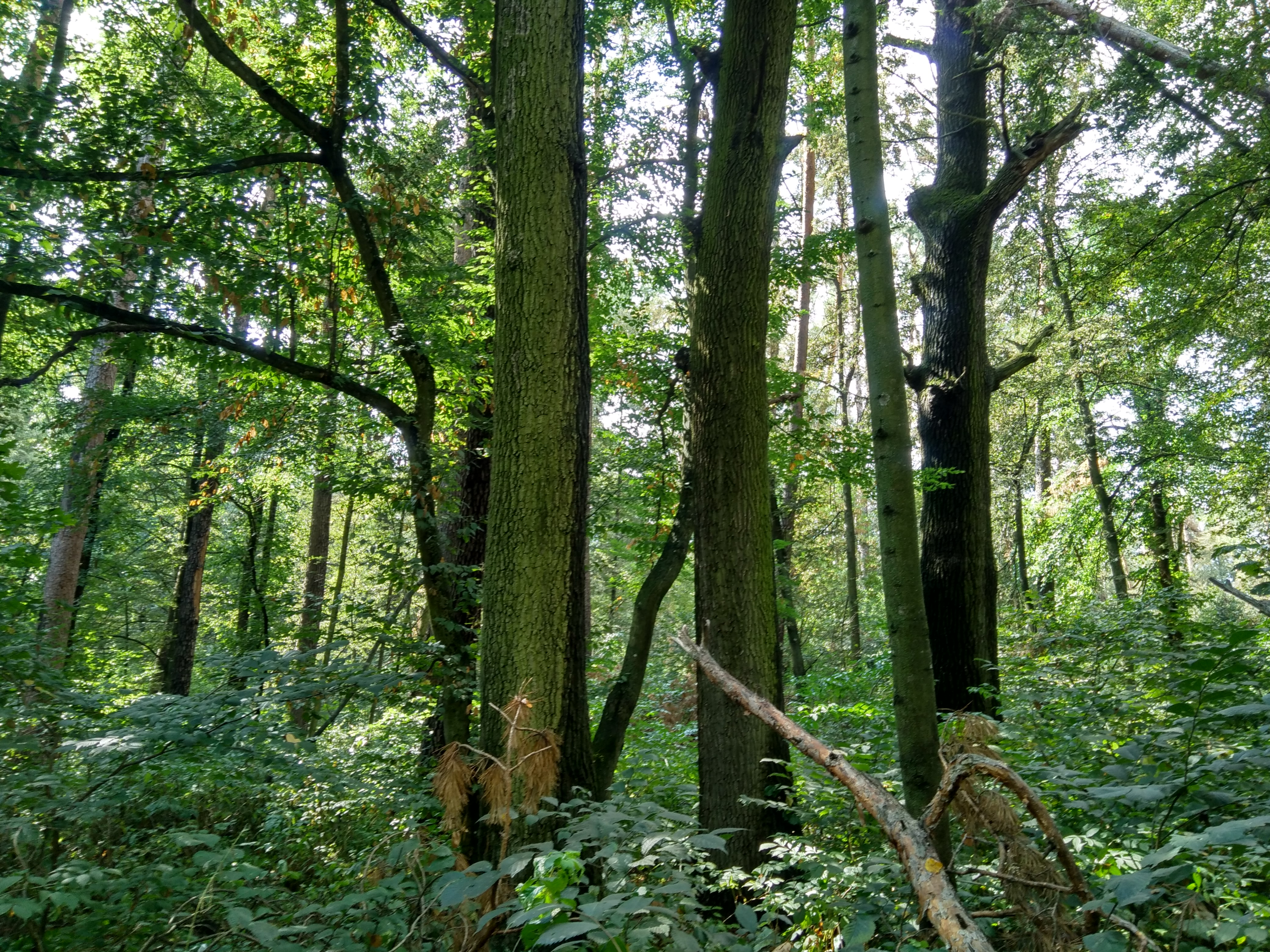
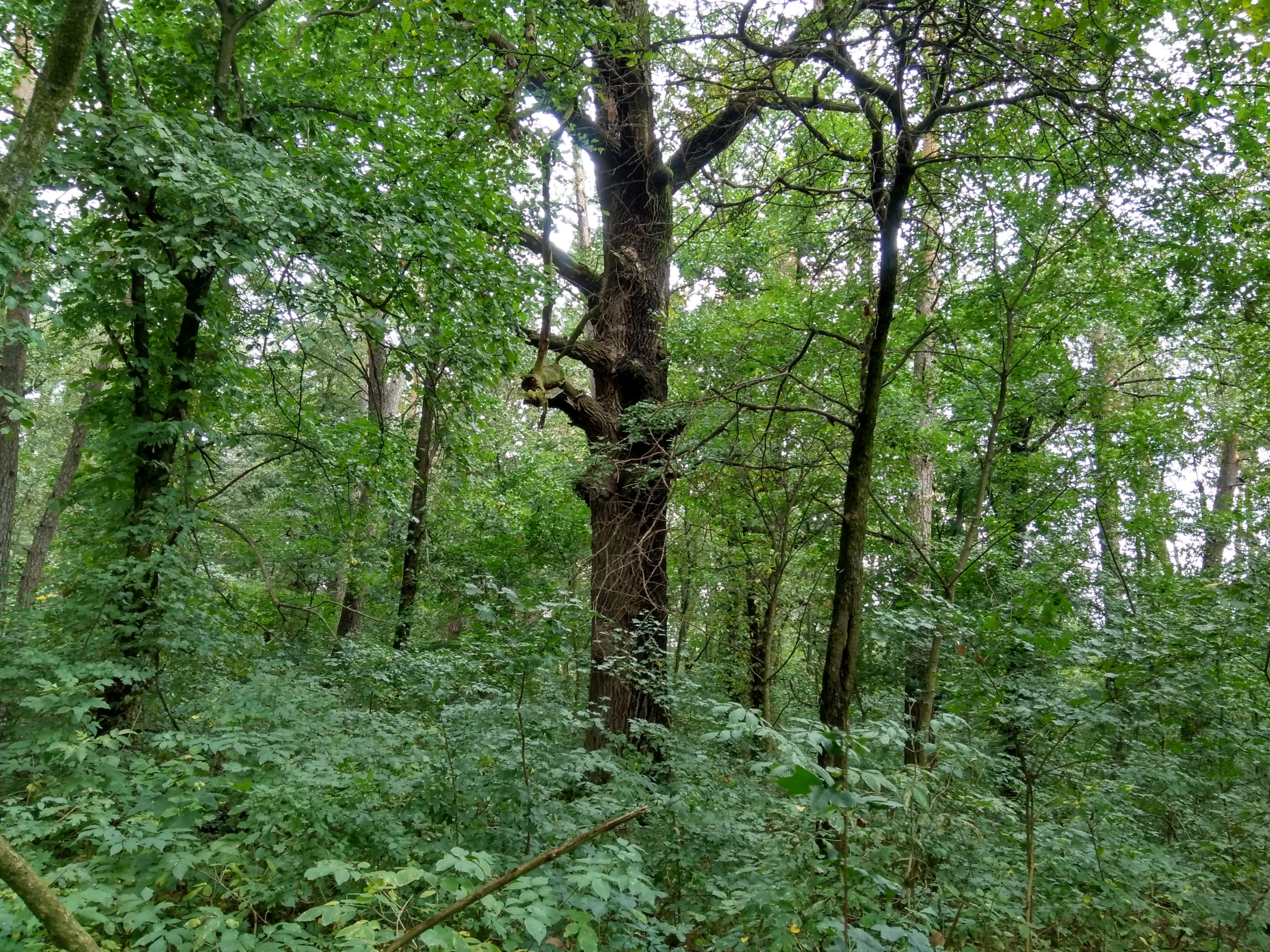
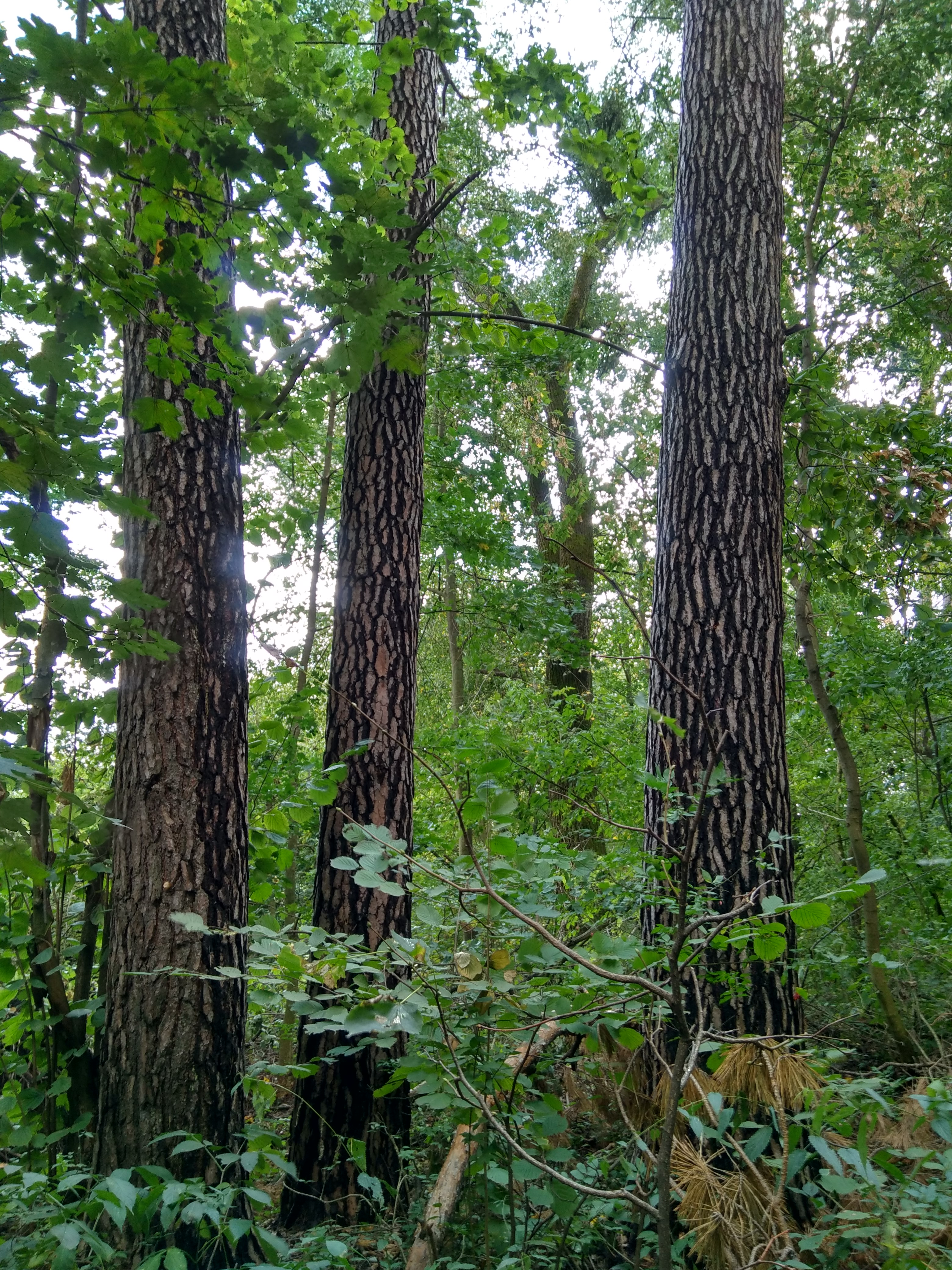
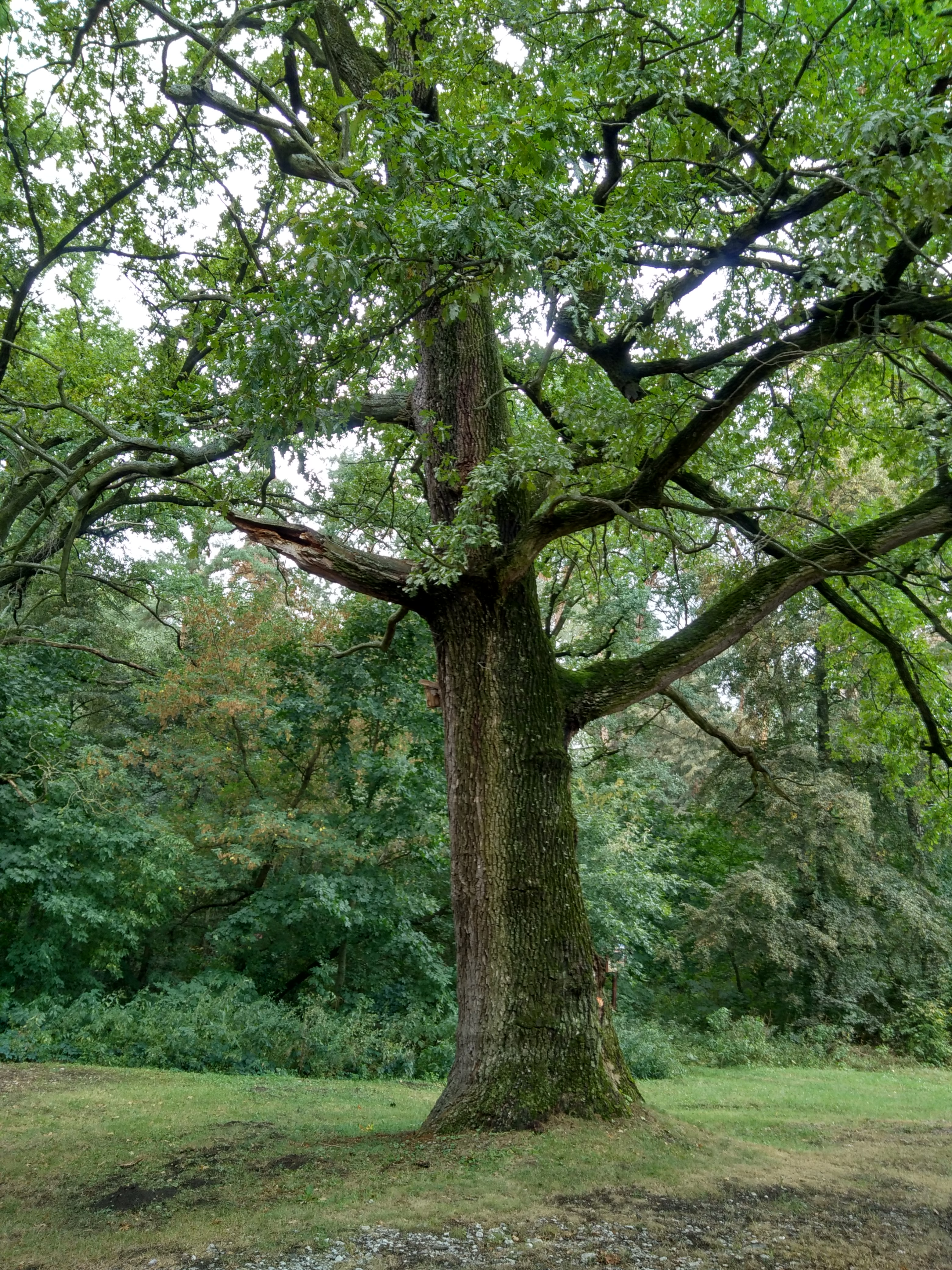